# 斯派德島
斯派德島（英語：Spayd Island）是南極洲的島嶼，位於麥克羅伯特森地，處於吉洛克島東南面的阿梅里冰架東側，長3.7公里，現時由南極條約體系管理。